# Thanh yên Florentine
Florentine citron - một giống thanh yên lai đến từ Florence (tiếng Ý: cedrato di Firenze) - là một loại trái cây có mùi rất thơm, được đặt tên theo nguồn gốc trồng trọt được biết đến nhiều nhất của nó. Tên khoa học của nó là Citrus × limonimedica 'Florentina' Lush.

## Lịch sử và sử dụng

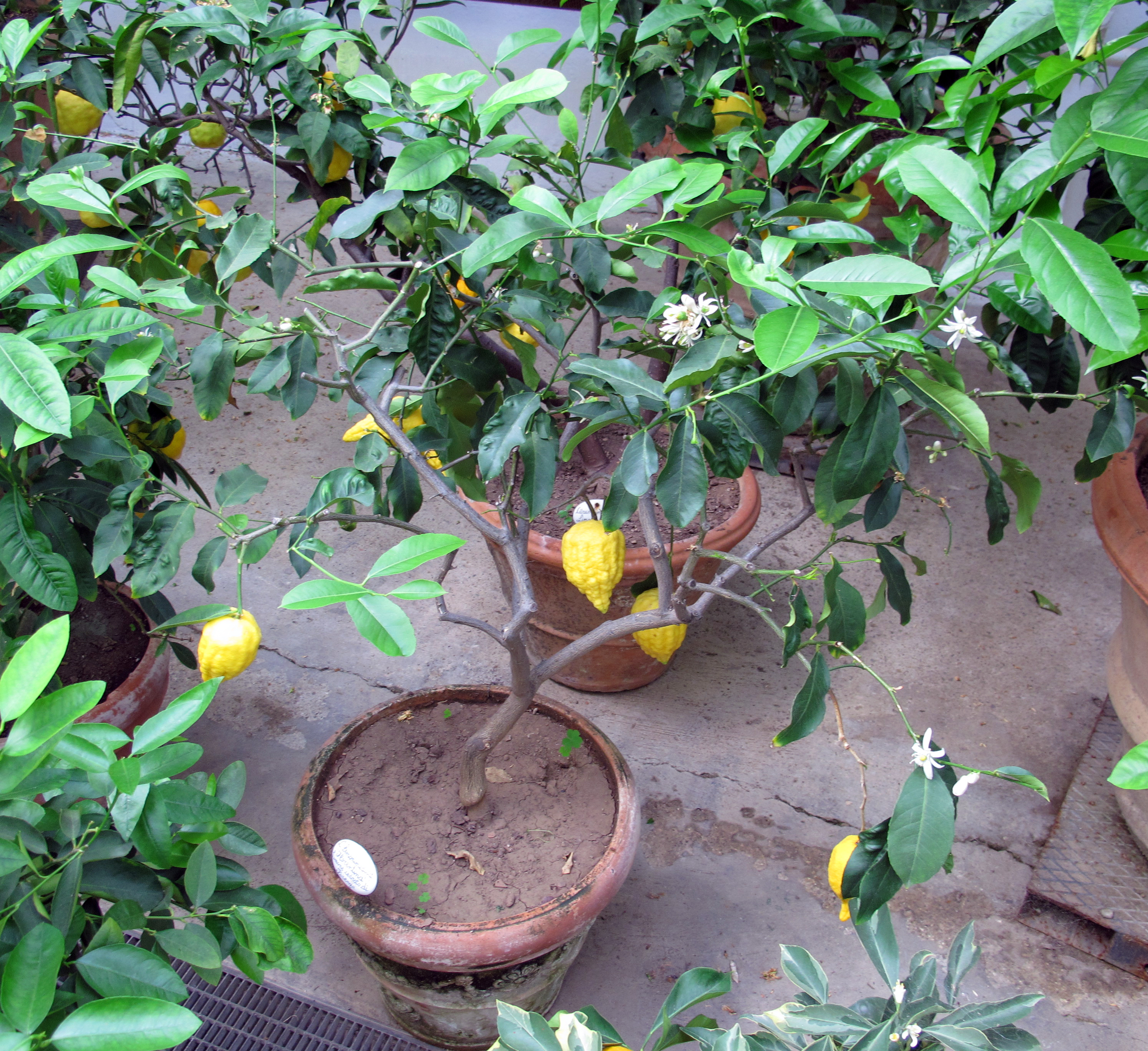
Giống lai Florentine